# Kugel

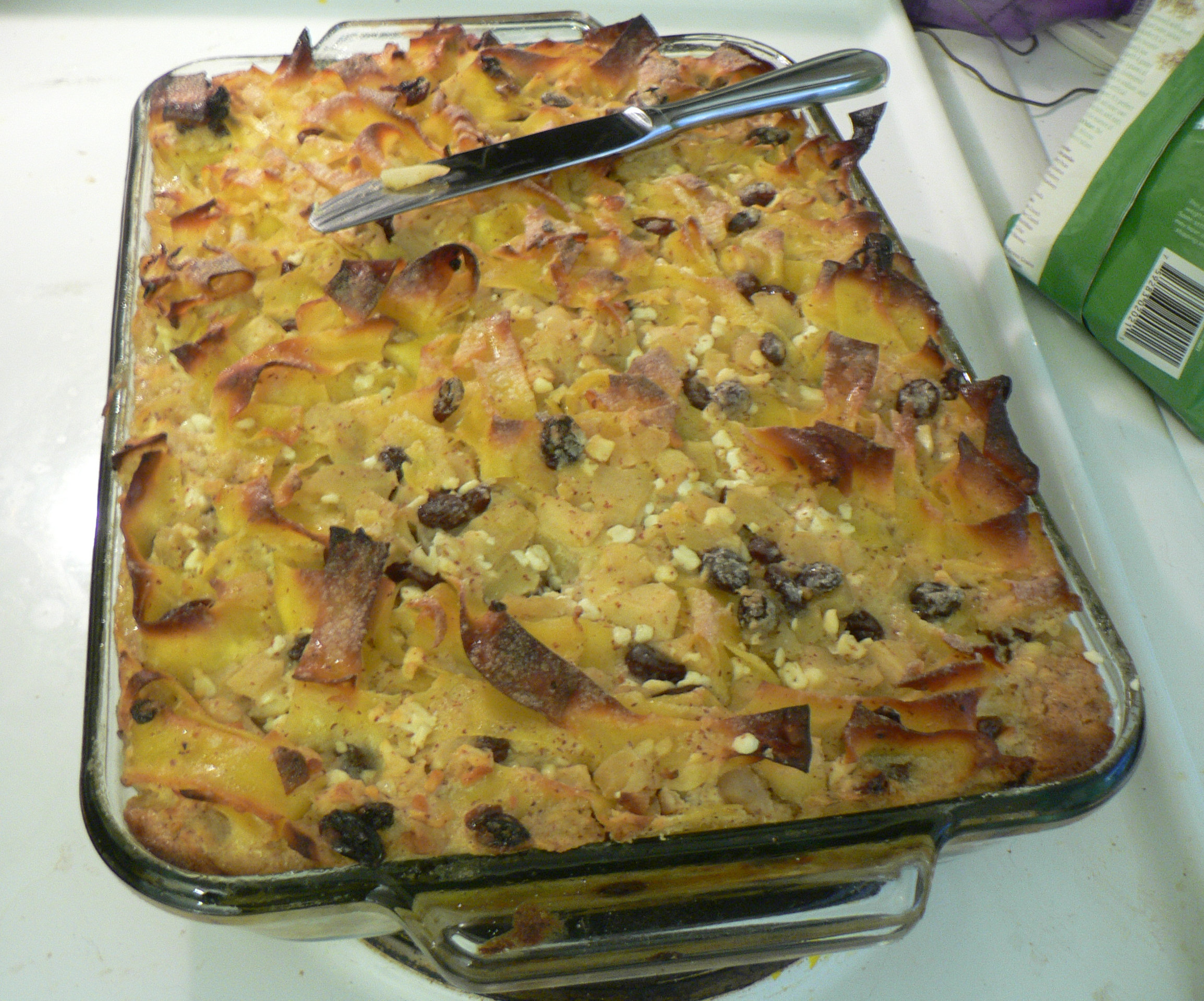
Kugel med äggnudlar.

Kugel (jiddisch: קוגל, kugl) är en maträtt i det ashkenaziskjudiska köket. Den tillagas som en låda eller pudding. Rätten har fått sitt namn från ordet kugel som betyder kula eller boll på tyska eftersom rätten ursprungligen tillagades i runda formar.
Kugel tillagas vanligtvis med en sorts äggnudlar som heter Lokschen på jiddisch eller potatis som bas men även ris eller bröd kan användas. Andra traditionella ingredienser är kvarg, ägg och smetana. Kugel kan tillagas med eller utan socker. Den sötade varianten kan ätas som tillbehör till huvudrätten eller som dessert.
Kugel förekommer i det litauiska köket och kallas för kugelis.